# Lesska Nándor
Lesska Nándor (további keresztnevei: János, György) (Schruns, 1850. szeptember 12. – Cegléd, 1879. január 19.) magyar nyomdász.

## Élete és munkássága
Apja német, anyja olasz volt. Ausztriai, vorarlbergi szülőhelyéről már gyermekkorában Magyarországra került. 1859-ben Vácott végezte az első latin osztályt. 1862–64 között Karcagon, majd Szolnokon tanult. 1865 és 1868 között Gyulán Dobay János nyomdájában sajátította el a nyomdász mesterséget. Ezután ugyanott dolgozott nyomdászként, majd Budapesten, Debrecenben aztán ismét Gyulán tevékenykedett a szakmájában. 1877–78-ban ismét Budán, az állami nyomdában dolgozott, de ekkor már beteg volt. Valószínűleg a kor nyomdászainak betegsége, az ólommérgezés sújtotta őt is.
1978-ban családja támogatásával Cegléden alapított saját nyomdát, azzal a reménnyel, hogy a kétkezi munkától távol maradva meggyógyulhat, de néhány hónap múlva meghalt.
Ő kezdeményezte az első ceglédi hetilap, a Czegléd kiadását. Az első mutatványszám 1878 karácsonyán jelent meg, ezt 1879 elején az I. évfolyam számai követték.